# Thanh Sói – Cúc dại trong đêm
Thanh Sói – Cúc dại trong đêm (tên rút gọn: Thanh Sói) là một bộ phim hành động, bi kịch năm 2022 của Việt Nam, do Studio 68 sản xuất. Phim lấy bối cảnh trong những năm 90 của thế kỷ 20. Đây cũng là tiền truyện của một bộ phim khá thành công trước đó là Hai Phượng. Bộ phim do Ngô Thanh Vân đảm nhận vai trò đạo diễn và sản xuất. Phim có sự tham gia của Đồng Ánh Quỳnh, Tóc Tiên, Rima Thanh Vy, Thuận Nguyễn và Song Luân. Bộ phim đã được công bố từ đầu năm 2020, nhưng đến cuối năm 2022 mới được công chiếu chính thức.
Ngày 25 tháng 11 năm 2022, Ngô Thanh Vân xác nhận bộ phim sẽ được khởi chiếu vào ngày 30 tháng 12 nhưng sau đó đã dời chiếu sớm về ngày 23 tháng 12 năm 2022.

## Nội dung
Tại một miền quê, cô bé tên Bi sống cùng với mẹ, tuổi thơ của cô không mấy hạnh phúc khi mẹ cô làm gái mại dâm. Một hôm nọ, một tên khách hàng của mẹ Bi cố gắng cưỡng hiếp Bi, hắn còn giết chết mẹ cô trong lúc xảy ra ẩu đả, Bi sau đó đã đâm chết tên đàn ông này. Chiếc xuồng của hai mẹ con bốc cháy, Bi trở thành kẻ lang thang không nhà.
Nhiều năm sau, tại chốn Sài Gòn hoa lệ, Bi sống bằng những công việc lặt vặt và móc túi. Một người phụ nữ tên Jacqueline, còn được gọi là Dì Lin, đã thu nhận Bi và đào tạo cô cùng với hai cô gái khác là Thanh và Hồng thành những sát thủ cừ khôi với mục đích trừng trị những tên đàn ông tàn nhẫn, lấy lại công bằng cho phụ nữ. Mục tiêu được Dì Lin chọn là Hải "Chó điên", một tên trùm tội phạm độc ác; hắn còn có ba tên tay sai đắc lực là Long "Bồ đà", Sơn "Lai" và Tèo "Mặt sẹo". Dì Lin lên kế hoạch cho ba cô gái tiêu diệt Hải, nhưng trước tiên họ sẽ tấn công vào một địa bàn do Tèo trông coi. Nhiệm vụ thành công, ba cô gái giết chết Tèo, thiêu rụi số ma túy trong nhà kho và giải cứu những cô gái trẻ bị bắt cóc.
Long, người được tiết lộ là nội gián của Dì Lin, đã nảy sinh tình yêu với Hồng. Nhiệm vụ tiếp theo của ba cô gái là ám sát Hải, nhưng lần này họ đã thất bại và phải giao chiến với nhiều thuộc hạ của tên trùm, Hồng không may bỏ mạng trong khi Thanh và Bi chạy thoát về đến nhà.
Việc Dì Lin đào tạo ba cô gái thực ra không phải để "lấy lại công bằng" như bà ta tuyên bố, mục đích chính của bà ta là lợi dụng họ nhằm giải quyết mối thù cá nhân giữa bà ta và Hải. Nhiều năm trước, chồng của Dì Lin là trùm băng đảng, khi đó Hải là thuộc hạ của ông nhưng đã giết ông để hắn có thể lên làm thủ lĩnh mới, hắn còn nhẫn tâm sát hại Dì Lin và con trai của bà ta. Dì Lin may mắn sống sót và thề sẽ trả thù cho chồng và con trai mình.
Bi, Thanh và Dì Lin quyết định đánh một trận cuối cùng với Hải để kết thúc mọi chuyện. Họ mua một vài khẩu súng rồi tấn công vào hang ổ của bọn tội phạm. Long cũng giết chết Sơn để trả thù cho Hồng. Tất cả thuộc hạ của Hải đều bị tiêu diệt, chỉ còn lại một mình tên trùm. Dì Lin, người có tham vọng trở thành bà trùm mới của đất Sài thành, đã bắn chết Long, và sau đó Dì Lin đã bắn chết Hải và bắn chết Thanh , và sau đó Bi và Dì lin đã cùng đối đầu với nhau , cuối cùng Bi giết được Dì Lin, cô cũng bất tỉnh vì quá kiệt sức. Bi là người duy nhất sống sót sau đêm đẫm máu đó, cô bị công an bắt vào sáng hôm sau. Mười lăm năm sau, Bi ra tù ở tuổi 37 và lấy tên mới là Thanh Sói.

## Diễn viên
- Đồng Ánh Quỳnh vai Bi (Thanh Sói lúc trẻ)[4]
- Tóc Tiên vai Thanh[5]
- Rima Thanh Vy vai Hồng[6]
- Ngô Thanh Vân vai Dì Lin "Jacqueline"
- Thuận Nguyễn vai Hải "Chó điên"[7]
- Song Luân vai Long "Bồ đà"[6]
- Gi A Nguyễn vai Sơn "Lai"
- Phan Thanh Hiền vai Tèo "Mặt sẹo"
- NSND Hồng Vân vai Bà Sáu
- Trần Thị Thanh Hoa vai Thanh Sói (†) (xuất hiện đặc biệt)

## Sản xuất

### Phát triển
Ba bóng hồng chính bao gồm Đồng Ánh Quỳnh, Tóc Tiên, Rima Thanh Vy trong phim đã phải tập luyện võ thuật trong gần nửa năm với tần suất lên đến 6 tiếng mỗi ngày để đáp ứng yêu cầu của đạo diễn. Ngô Thanh Vân còn xác nhận phim được đầu tư kỹ lưỡng bởi các chuyên gia đến từ Hollywood.
Đồng Ánh Quỳnh cũng đã phải tập nói giọng miền Nam và khổ luyện để đáp ứng được yêu cầu của vai diễn.

### Quảng bá
Từ đầu năm 2020, Ngô Thanh Vân đã bắt đầu chiến dịch quảng bá cho bộ phim với áp phích đầu tiên được công bố với hình ảnh của Thanh Sói phong trần, cầm vũ khí. Tác phẩm được dự kiến khởi chiếu từ Tết Nguyên đán năm 2021.
Video giới thiệu của phim mở đầu bằng cảnh giới thiệu thân thế của nhân vật Bi (Đồng Ánh Quỳnh) - thời trẻ của Thanh Sói. Vốn sống cảnh đầu đường xó chợ, cô được một người đàn bà nhận nuôi, sống cùng Thanh (Tóc Tiên) và Hồng (Rima Thanh Vy) với lời tâm sự: "Ở đây ai cũng có quá khứ giống con". Loạt cảnh sau đó giới thiệu khả năng đánh đấm, cận chiến của nhóm nhân vật khi bị đám giang hồ rượt đuổi. Video khép lại với cảnh một vụ nổ lớn cùng ánh mắt hận thù của Bi.

## Phát hành
Bộ phim ban đầu dự kiến phát hành vào ngày 12 tháng 2 năm 2022 tuy nhiên sau đó đã bị lùi đến ngày 22 tháng 4 năm 2022 do tình hình đại dịch COVID-19 diễn ra phức tạp tại Việt Nam.
Vào ngày 13 tháng 4 năm 2022, Ngô Thanh Vân đã quyết định dời lịch chiếu vì muốn hoàn thiện phần kỹ xảo tốt hơn. Ngày 25 tháng 11 năm 2022, Ngô Thanh Vân xác nhận bộ phim sẽ được khởi chiếu vào ngày 30 tháng 12 năm 2022. Trước một tuần công chiếu, đơn vị sản xuất phim lại tiếp tục thông tin dời thời gian khởi chiếu dự án từ 30 tháng 12 về ngày 23 tháng 12 năm 2022, sớm hơn một tuần so với thời gian chiếu cũ.

## Đón nhận

### Doanh thu phòng vé
Bộ phim đã được đẩy ra mắt sớm một tuần và cạnh tranh với bộ phim quốc tế Avatar: Dòng chảy của nước cùng một bộ phim Việt Nam khác là Đảo độc đắc - Tử mẫu Thiên linh cái. Sau gần 6 ngày chiếu, bộ phim đã thu về 7,5 tỉ đồng, một con số rất thấp. Cùng số ngày chiếu này, bộ phim trước đó của Ngô Thanh Vân là Hai Phượng đã thu về hàng chục tỉ đồng và lập nên kỷ lục. Trong 3 ngày cuối tuần của tuần đầu tiên công chiếu, xét về phim Việt Nam, Đảo độc đắc đã nhỉnh hơn Thanh Sói vài triệu đồng. Tuy nhiên, cả hai bộ phim đều chịu thua doanh thu của bộ phim ngoại Avatar: Dòng chảy của nước.

### Đánh giá chuyên môn
Phóng viên Mi Ly mảng Văn hóa - Văn nghệ của báo Tuổi Trẻ đã gọi Thanh Sói là bộ phim đúng chất 18+ nhất của điện ảnh Việt Nam từ trước đến nay trên nhiều khía cạnh như sắc dục, hận thù, bạo lực, ngôn từ, những cảnh hành động hạng nặng và sự tăm tối trong tâm lý nhân vật. Đài Tiếng nói Việt Nam đã nhắc đến Thanh Sói trong một tờ báo và ví von bộ phim "liệu có phải là bom tấn phim Việt được mong đợi nhất năm 2022?". Tờ này còn viết thêm, "những trần trụi của một góc xã hội được phơi bày trong không gian tăm tối, những con người vì vật chất, địa vị mà lao vào vòng xoáy tội lỗi".
Mai Nhật, phóng viên mảng giải trí của tờ VnExpress có nhắc đến chất hành động phim đã được khai thác triệt để với những góc quay trực diện. Nhịp phim liên tục diễn ra khiến cho bộ phim không bị chùng nhịp, những màn rượt đuổi được dàn dựng kịch tính. Tuy nhiên, xét về kịch bản thì con đường trở thành "ác nữ" bị Mai Nhật đánh giá là chưa được lý giải rõ ràng. Phim còn nhiều lỗi logic và lời thoại nhàm chán. Phim được đánh giá 5.7/10 ở chuyên trang này.
Đạo diễn Phan Gia Nhật Linh (đạo diễn của Em là bà nội của anh) cho rằng: "Thanh Sói đã vượt xa Hai Phượng về mặt tay nghề làm phim. Đồng Ánh Quỳnh quá tuyệt vời, thật sự là một ngôi sao sáng". Tại buổi phỏng vấn, nghệ sĩ ưu tú Thành Lộc có chia sẻ: "Thanh Sói là bước vượt trội rất xa so với Hai Phượng. 11 trái tim cho Vân và mọi người làm nên bộ phim".